# Phyllotreta robusta
Phyllotreta robusta är en skalbaggsart som beskrevs av J. L. Leconte 1878. Phyllotreta robusta ingår i släktet Phyllotreta och familjen bladbaggar. Inga underarter finns listade i Catalogue of Life.